# Meteoria erythrops
Meteoria erythrops är en fiskart som beskrevs av Nielsen, 1969. Meteoria erythrops ingår i släktet Meteoria och familjen Aphyonidae. Inga underarter finns listade i Catalogue of Life.